# Batalla del Catalán
La batalla del Catalán es va desenvolupar el 4 de gener del 1817 a les costes del rierol homònim entre les forces artiguistes del general Andrés Latorre i els portuguesos del capità general del Rio Grande do Sul, el marquès Luís Teles da Silva Caminha e Meneses i del guerriller José d'Abreu Mena Barreto, amb la victòria d'aquests últims.

## Antecedents
La invasió luso-brasilera es va iniciar a mitjans del 1816. El general de la Lliga Federal, José Gervasio Artigas va contraatacar a les Misiones Orientales però va ser vençut a Ibirocaí i Carumbé. A finals d'any, el cabdill oriental va decidir acampar a la zona fronterera del riu Cuareim amb un exèrcit d'aproximadament quatre mil combatents preparats per a reiniciar la guerra. Mentre ell acampava amb sis-cents o set-cents milicians als turons del riu Arapey en un parc i cavalls de reserva en un poltrer natural, va enviar al major general Andrés Latorre amb uns tres-mil quatre-cents homes cap al rierol de Santa Anna per a prendre la ofensiva. No obstant l'1 de gener del 1817 el marquès creuava el Cuareim pel pas Lajeado situant-se a la rereguarda de Latorre i interposant-se entre aquest i Artigas. Després va avançar dos llegues fins al Arroyo Catalán, afluent del Cuareim on es va atrinxerar amb entre dos mil cinc-cents i dos mil sis-cents soldats.
Coneixent la posició del marquès, Abreu va marxar a marxes forçades per donar-li suport. Comptava amb sis-cents milicians i dues peces d'artillera. El 3 de gener va atacar a Artigas dispersant les seves forces. Es van fer amb tots els equips i cavalls que tenien. Van morir vuitanta orientals i dos portuguesos. A més, cinc portuguesos van resultar ferits. Durant la nit del dia 3, Latorre va iniciar una marxa forçada sobre el campament del marquès amb la intenció d'atacar-lo per sorpresa per un dels flancs o la rereguarda. Al matí del dia 4 de gener Latorre es va presentar davant del campament lusità. Els seus flancs tenien el suport de l'artilleria i cavalleria. Nombrosos llancers Xarrúes, Minuans i Guaycurús figuraven entre les seves files.

## Batalla
Les forces artiguistes es van formar a l'oest del campament portuguès. Els seus contrincants van establir la seva línia de la següent forma: 
- Part de la cavalleria de l'ala esquerra anava a peu i donant suport al rierol, estenent-se per la dreta fins a arribar al seu campament, on hi havia una bateria de tres peces de calibre sis. Anava sota el comandament del brigadier Mena Barreto.
- L'ala dreta estava al costat de Mena Barreto, començant per una altra bateria de dues peces de calibre 3 i s'estenia davant del campament, composta de dos batallons d'infants de la Legió de San Pablo i el regiment de Dracs.
- Entre ambdues bateries una mica més enrere n'hi havia una altra, formada per quatre obusos.
- Dos destacaments d'infanteria amb alguna cavalleria protegien els punts on el cuareim es podia creuar, a la rereguarda del campament.
- El cos del tinent coronel Abreu estava a menys de quatre quilòmetres del campament, marxant per unir-se al marquès.

Els artiguistes van envestir contra l'ala dreta lusitana amb nombrosa cavalleria i infanteria per a intentar arraconar-la contra el rierol i envoltar-la, amenaçant d'arribar al campament i atacar per la rereguarda. Mentrestant la seva artilleria i fuselleria descarregava el seu foc contra l'ala esquerra i el campament adversari, però aquesta ala va rebutjar als orientals. Finalment els artiguistes es van concentrar a l'ala dreta portuguesa i la van envoltar. Quan les seves càrregues estaven a punt de trencar la línia adversària en aquest sector, la direcció del general Curado ho va impedir. El resultat de la batalla no estava decidit i Latorre s'acostava a la victòria.
No obstant això, en aquells moments les forces d'Abreu van arribar i van atacar per l'esquerra a les forces orientals, que van concentrar la seva cavalleria en aquest sector per afrontar la nova amenaça. Va ser llavors quan el marquès va ordenar a la seva infanteria atacar els rivals, que estava mancada del suport vital dels seus genets. La cavalleria de l'esquerra oriental va acabar fugint. Poc després, Curado i Mena Barreto van atacar el centre i dreta artiguista, forçant-les a retirar-se. Els infants artiguistes de l'esquerra, que estava apunt d'atacar el campament i la rereguarda portuguesa, va haver de travessar el rierol cap a un bosc proper, on va resistir feroçment fins a ser aniquilada.

## Conseqüències
Els artiguistes, segons l'informe portuguès escrit pel marquès al ministre de guerra el 7 de gener, van tenir nou-cents soldats i vint oficials morts, dos-cents noranta presoners, i van perdre una bandera, 2 canyons, 7 capses de guerra, sis mil cavalls, sis-centes vaques, i un gran nombre de fusells, espases, llances, muntures, bagatges i municions capturades. Els lusitans van tenir setanta-vuit morts (dels quals cinc eren oficials) i cent quaranta-sis ferits. Segons l'historiador Eduardo Acevedo Díaz, la Batalla del Catalán va ser un desastre i el principi de la fi de la carrera política i militar d'Artigas Segons l'historiador Eduardo Acevedo Díaz, la Batalla del Catalán va ser un desastre i l'inici de la fi de la carrera política i militar d'Artigas. No obstant això, l'historiador militar Enquique Patiño sosté que tot i que els portuguesos van guanyar la batalla campal, no va ser un desastre en retirar-se en relatiu ordre Latorre amb els supervivents.
El campament del rierol va ser aixecat el 6 de gener i es va traslladar a l'esquerra del Cuareim, junt al pas Lajeado, quedant-se allí fins a finals de mes quan el marquès va haver de tornar a Porto Alegre. El general Curado va quedar a càrrec de l'exèrcit i a principis del mes següent va travessar el riu per establir el seu quarter d'hivern. Es donava per acabada la campanya del 1816.
L'escenari d'aquesta batalla, distingida avui amb dues esteles de granit, es troba a cinquanta-sis quilòmetres de la ciutat d'Artigas (cinquanta-un quilòmetres per la Ruta 30 i cinc per camí veïnal que surt a l'esquerra).